# 내 친구 미소
《내 친구 미소》는 대한민국의 매직영상에서 제작한 애니메이션으로, 2023년 11월 22일부터 12월 13일까지 KBS 2TV에서 방영했다.

## 방영 일시
| 방송 채널 | 방송일                       | 방송 시간 |
| --------- | ---------------------------- | --------- |
| KBS 2TV   | 2023년 11월 22일 ~ 12월 13일 | 종료      |

## 등장 인물
- 이미소
- 박은별
- 이강산
- 은한얼
- 강태풍
- 진이슬
- 김장미

## 목소리 출연
- 김소희: 이미소, 이강산
- 최정현: 박은별, 은한얼, 어머니, 이슬 어머니, 선생님
- 이선호: 강태풍, 진이슬
- 이동훈: 아버지

## 제작진
- 손수희: 책임 프로듀서
- 이순주, 양선주: 프로듀서
- 기획: 매직영상(원작/제작)
- 이지희: 시나리오
- 지유나: 캐릭터 디자인
- 이정은, 안영란: 배경 디자인
- 전홍덕: 아트디랙터
- 임현택: 애니메이션 감독
- 송문정, 장인선, 김두환: 원화
- 정은진, 오은숙, 이진아: 동화
- 이정혜, 홍혜연: 디지털채색
- 양정기: 영상편집/타이틀디자인/디지털촬영
- Jo Sound: 음악/효과/믹싱
- 주제가 제작
- 조혜은: 작사
- 신푸름: 작곡
- 노래: 이소미
- 김연재(KBS미디어): 홈페이지 제작
- 이수은: 종합편집
- 황은서: 자막디자인
- 차한결: 조연출
- 이순주: 연출
- 기획: KBS
- 제작: 매직영상
- 제공: 매직영상, KBS미디어(OST)
- 저작권, 배급: 2023 MICO 매직영상 All rights reserved.

## 방영 목록
| 회차      | 제목                   | 방송 일자        |
| --------- | ---------------------- | ---------------- |
| 1화       | 소원을 말해봐요        | 2023년 11월 22일 |
| 2화       | 내 친구가 되어 줄래?   | 2023년 11월 29일 |
| 3화       | 누구에게나 비밀은 있다 | 2023년 12월 5일  |
| 4화       | 우리들의 멋진 꿈       | 2023년 12월 6일  |
| 5화       | 위기의 꾸러기 클럽     | 2023년 12월 12일 |
| 최종화(6) | 우리는 모두 친구       | 2023년 12월 13일 |